# Convocazioni all'European Golden League maschile 2021
Elenco dei giocatori convocate per l'European Golden League 2021.

## Belgio
| N° | Nome               | Ruolo | Data di nascita  | Squadra         |
| -- | ------------------ | ----- | ---------------- | --------------- |
| -  | Fernando Muñoz     | All   | 27 luglio 1970   | Alcobendas      |
| 2  | Hendrik Tuerlinckx | O     | 1º dicembre 1987 | Roeselare       |
| 3  | Sam Deroo          | S     | 29 aprile 1992   | Dinamo Mosca    |
| 4  | Stijn D'Hulst      | P     | 24 aprile 1991   | Roeselare       |
| 7  | Lennert Van Elsen  | C     | 1º aprile 2001   | VDK Gent        |
| 8  | Arno van de Velde  | C     | 30 dicembre 1995 | Friedrichshafen |
| 9  | Wout D'Heer        | C     | 26 aprile 2001   | Aalst           |
| 10 | Jolan Cox          | O     | 12 luglio 1991   | Maaseik         |
| 12 | Seppe Rotty        | S     | 12 marzo 2001    | Menen           |
| 14 | Jelle Ribbens      | L     | 17 marzo 1992    | Nice            |
| 15 | Dennis Deroey      | L     | 14 agosto 1987   | Roeselare       |
| 17 | Tomas Rousseaux    | S     | 31 marzo 1994    | Ślepsk Suwałki  |
| 18 | Martijn Colson     | C     | 8 aprile 1994    | Menen           |
| 20 | Mathijs Desmet     | S     | 28 gennaio 2000  | Roeselare       |
| 21 | Lou Kindt          | O     | 25 maggio 1997   | Maaseik         |
| 22 | Liam McCluskey     | P     | 16 gennaio 2002  | Maaseik         |
| 23 | Ferre Reggers      | O     | 18 luglio 2003   | Vilvoorde       |
| 24 | Kobe Brems         | P     | 8 maggio 2000    | Menen           |

## Bielorussia
| N° | Nome                     | Ruolo | Data di nascita   | Squadra           |
| -- | ------------------------ | ----- | ----------------- | ----------------- |
| -  | Viktar Bekša             | All   | 29 aprile 1974    | Šachcër Salihorsk |
| 3  | Petr Lazuka              | L     | 3 marzo 1997      | Vicebsk           |
| 6  | Uladzislaŭ Babkevich     | O     | 10 maggio 2001    | Šachcër Salihorsk |
| 8  | Artsem Masko             | S     | 6 settembre 1996  | Orsha             |
| 10 | Uladzislaŭ Drapchynski   | O     | 1º febbraio 1992  | -                 |
| 13 | Ilya Burau               | C     | 3 agosto 1996     | Šachcër Salihorsk |
| 14 | Vadzim Pranko            | C     | 14 settembre 1991 | Budaŭnik Minsk    |
| 15 | Kanstantsin Tsiushkevich | P     | 8 febbraio 1999   | Budaŭnik Minsk    |
| 18 | Maksim Shkredau          | C     | 10 ottobre 1997   | Šachcër Salihorsk |
| 19 | Kanstantsin Panasenko    | C     | 19 giugno 1994    | Budaŭnik Minsk    |
| 20 | Maksim Budziukhin        | L     | 13 dicembre 1992  | Budaŭnik Minsk    |
| 21 | Aliaksei Kurash          | P     | 1º giugno 1988    | Šachcër Salihorsk |
| 24 | Maksim Bahatka           | S     | 22 febbraio 2001  | Šachcër Salihorsk |
| 27 | Ilya Marozau             | S     | 12 maggio 2002    | Budaŭnik Minsk    |
| 29 | Uladzislaŭ Davyskiba     | S     | 31 marzo 2001     | Milano            |

## Estonia
| N° | Nome           | Ruolo | Data di nascita   | Squadra        |
| -- | -------------- | ----- | ----------------- | -------------- |
| -  | Cédric Énard   | All   | 20 marzo 1976     | Charlottenburg |
| 1  | Henri Treial   | C     | 28 maggio 1992    | Saint-Nazaire  |
| 2  | Renet Vanker   | P     | 22 settembre 1998 | Audentese      |
| 3  | Karli Allik    | S     | 25 settembre 1996 | Netzhoppers    |
| 4  | Ardo Kreek     | C     | 7 agosto 1986     | Arago de Sète  |
| 7  | Renee Teppan   | O     | 26 settembre 1993 | Audentese      |
| 8  | Märt Tammearu  | S     | 17 marzo 2001     | Duo            |
| 10 | Silver Maar    | L     | 11 febbraio 1999  | Pärnu          |
| 11 | Oliver Venno   | O     | 23 maggio 1990    | Police         |
| 12 | Kristo Kollo   | S     | 17 gennaio 1990   | Audentese      |
| 13 | Johan Vahter   | L     | 19 novembre 1995  | Saaremaa       |
| 16 | Robert Viiber  | P     | 31 gennaio 1997   | Příbram        |
| 17 | Timo Tammemaa  | C     | 18 novembre 1991  | Asseco Resovia |
| 18 | Alex Saaremaa  | C     | 18 dicembre 2000  | Duo            |
| 19 | Andri Aganits  | C     | 7 settembre 1993  | PAOK           |
| 21 | Stefan Kaibald | S     | 19 maggio 1997    | Duo            |
| 24 | Albert Hurt    | S     | 22 aprile 1999    | Duo            |

## Lettonia
| N° | Nome                 | Ruolo | Data di nascita   | Squadra         |
| -- | -------------------- | ----- | ----------------- | --------------- |
| -  | Avo Keel             | All   | 1º ottobre 1962   | Pärnu           |
| 1  | Ingars Ivanovs       | L     | 2 aprile 1987     | RTU Robežsardze |
| 2  | Jānis Jansons        | P     | 31 agosto 2000    | APOEL           |
| 4  | Toms Svans           | C     | 2 agosto 1993     | Pärnu           |
| 5  | Jānis Medenis        | S     | 26 ottobre 2000   | Jēkabpils Lūši  |
| 7  | Romāns Saušs         | S     | 27 giugno 1989    | Vammalan        |
| 8  | Kristaps Šmits       | S     | 31 marzo 1998     | Jēkabpils Lūši  |
| 12 | Edvarts Buivids      | O     | 4 dicembre 1993   | Amriswil        |
| 13 | Edvīns Skrūders      | P     | 13 novembre 1997  | Jēkabpils Lūši  |
| 14 | Gustavs Freimanis    | C     | 22 settembre 2002 | Jēkabpils Lūši  |
| 16 | Kristaps Platačs     | O     | 28 settembre 1999 | Pärnu           |
| 17 | Atvars Ozoliņš       | S     | 17 dicembre 1998  | Pärnu           |
| 19 | Kristers Dardzāns    | S     | 9 ottobre 2001    | Jēkabpils Lūši  |
| 21 | Vladislavs Blumbergs | C     | 27 dicembre 1999  | Jēkabpils Lūši  |
| 22 | Renārs Jansons       | C     | 17 maggio 2002    | RTU Robežsardze |

## Portogallo
| N° | Nome               | Ruolo | Data di nascita   | Squadra          |
| -- | ------------------ | ----- | ----------------- | ---------------- |
| -  | Hugo Silva         | All   | 19 settembre 1973 | -                |
| 1  | Sebastião Alves    | S     | 22 maggio 1992    | Saõ Mamede       |
| 2  | Gerson Pereira     | C     | 28 novembre 1990  | Martigues        |
| 4  | Filip Cvetičanin   | C     | 19 giugno 1996    | Espinho          |
| 5  | André Marques      | S     | 10 aprile 2000    | Castêlo da Maia  |
| 6  | Alexandre Ferreira | S     | 13 novembre 1991  | Woori Card Wibee |
| 7  | Ivo Casas          | L     | 21 settembre 1992 | Benfica          |
| 8  | Tiago Violas       | P     | 27 marzo 1989     | Benfica          |
| 9  | Marco Ferreira     | O     | 4 ottobre 1987    | Al-Jazira        |
| 10 | Phelipe Martins    | C     | 2 marzo 1991      | Leixões          |
| 12 | Lourenço Martins   | S     | 30 aprile 1997    | Tourcoing        |
| 13 | Nuno Teixeira      | C     | 24 settembre 1998 | Viana            |
| 14 | Dinis Alves        | O     | 15 maggio 1996    | Espinho          |
| 15 | Miguel Tavares     | P     | 2 marzo 1993      | Cuprum Lubin     |
| 16 | Tiago Pereira      | S     | 15 settembre 1991 | Graz             |
| 17 | João Fidalgo       | L     | 2 novembre 1986   | Sporting Lisbona |

## Rep. Ceca
| N° | Nome            | Ruolo | Data di nascita  | Squadra                |
| -- | --------------- | ----- | ---------------- | ---------------------- |
| -  | Jiří Novák      | All   | 19 novembre 1974 | Karlovarsko            |
| 1  | Milan Moník     | L     | 15 marzo 1988    | Frýdek-Místek          |
| 2  | Jan Hadrava     | O     | 3 giugno 1991    | Lube                   |
| 3  | Daniel Pfeffer  | L     | 27 aprile 1990   | Karlovarsko            |
| 6  | Michal Finger   | O     | 2 settembre 1993 | You Energy             |
| 7  | Petr Michalek   | S     | 19 agosto 1989   | České Budějovice       |
| 9  | Vojtěch Patočka | C     | 2 marzo 1993     | Karlovarsko            |
| 10 | Pavel Bartoš    | P     | 20 aprile 1994   | Raiffeisen Waldviertel |
| 13 | Jan Galabov     | S     | 12 giugno 1996   | Visła Bydgoszcz        |
| 14 | Adam Bartoš     | S     | 27 aprile 1992   | Nantes                 |
| 15 | Lukáš Vašina    | S     | 6 luglio 1999    | Karlovarsko            |
| 18 | Jakub Janouch   | P     | 13 giugno 1990   | Lvi Praha              |
| 19 | Luboš Bartůněk  | P     | 25 maggio 1990   | Ústí nad Labem         |
| 20 | Petr Spulak     | C     | 1º maggio 2002   | Lvi Praha              |
| 22 | Oliver Sedláček | C     | 27 aprile 1998   | Ostrava                |
| 23 | Patrik Indra    | O     | 8 dicembre 1997  | Karlovarsko            |
| 25 | Josef Polák     | C     | 11 febbraio 1999 | České Budějovice       |

## Romania
| N° | Nome               | Ruolo | Data di nascita   | Squadra               |
| -- | ------------------ | ----- | ----------------- | --------------------- |
| -  | Sergiu Stancu      | All   | 4 agosto 1982     | Arcada Galați         |
| 2  | Robert Călin       | C     | 15 settembre 2000 | Universitatea Craiova |
| 3  | Sergio Diaconescu  | L     | 28 giugno 1996    | Universitatea Craiova |
| 4  | Claudiu Dumitru    | P     | 29 marzo 1995     | Steaua Bucarest       |
| 6  | Mihai Mărieș       | L     | 21 marzo 1988     | Dinamo Bucarest       |
| 8  | Codrin Mocanu      | C     | 29 agosto 1993    | Dinamo Bucarest       |
| 9  | Adrian Aciobăniței | S     | 24 agosto 1997    | Cannes                |
| 15 | Silviu-Ioan Suson  | O     | 29 aprile 1989    | Universitatea Craiova |
| 16 | Rareș Bălean       | S     | 8 luglio 1997     | Friedrichshafen       |
| 18 | Tudor Magdaș       | C     | 10 giugno 1998    | Unirea Dej            |
| 20 | Andrei Mihălescu   | S     | 6 aprile 1996     | Zalău                 |
| 21 | Bela Bartha        | C     | 19 ottobre 2000   | Unirea Dej            |
| 22 | Cristian Chitigoi  | S     | 10 marzo 2005     | -                     |
| 23 | Mircea Peța        | S     | 2 aprile 1994     | Steaua Bucarest       |
| 24 | Filip Constantin   | P     | 23 ottobre 1997   | Universitatea Cluj    |

## Slovacchia
| N° | Nome           | Ruolo | Data di nascita   | Squadra         |
| -- | -------------- | ----- | ----------------- | --------------- |
| -  | Marek Kardoš   | All   | 15 aprile 1974    | -               |
| 3  | Patrik Lamanec | O     | 28 dicembre 1995  | Košice          |
| 4  | Jan Jendrejcak | C     | 6 aprile 2000     | Košice          |
| 6  | Filip Palgut   | P     | 23 settembre 1991 | Kladno          |
| 7  | Michal Zeman   | C     | 10 aprile 2001    | Spartak Myjava  |
| 9  | Patrik Pokopec | S     | 23 aprile 1998    | -               |
| 11 | Martin Turis   | L     | 27 agosto 1993    | Spartak Komárno |
| 13 | Jakub Ihnát    | S     | 22 ottobre 1996   | Ostrava         |
| 16 | Jakub Kováč    | C     | 13 maggio 1997    | Netzhoppers     |
| 19 | Filip Gavenda  | O     | 13 gennaio 1996   | Teruel          |
| 20 | Michal Petráš  | S     | 5 dicembre 1996   | Slávia Svidník  |
| 21 | Lukas Kyjanica | C     | 26 settembre 1998 | Kladno          |
| 22 | Július Firkaľ  | S     | 14 gennaio 1998   | Al-Ittihad      |
| 23 | Marián Vitko   | L     | 10 febbraio 1994  | Slávia Svidník  |
| 24 | Samuel Goč     | P     | 22 settembre 1996 | Košice          |

## Spagna
| N° | Nome                | Ruolo | Data di nascita   | Squadra          |
| -- | ------------------- | ----- | ----------------- | ---------------- |
| -  | Ricardo Maldonado   | All   | 20 aprile 1965    | -                |
| 2  | José Villalba       | S     | 1º marzo 2000     | Río Duero Soria  |
| 3  | Víctor Rodríguez    | S     | 21 settembre 1998 | Teruel           |
| 5  | Rubén Lorente       | P     | 2 maggio 1998     | Manacor          |
| 6  | Borja Ruiz          | C     | 26 luglio 1992    | Nantes           |
| 7  | Jordi Ramón         | S     | 9 luglio 1999     | Teruel           |
| 9  | Alejandro Vigil     | C     | 11 febbraio 1993  | Almería          |
| 10 | Daniel Ruiz         | L     | 28 giugno 1995    | Palma            |
| 11 | Unai Larrañaga      | L     | 9 maggio 2000     | Textil           |
| 12 | Gerard Osorio       | S     | 29 marzo 1993     | Río Duero Soria  |
| 14 | Miquel Àngel Fornés | C     | 6 settembre 1993  | Almería          |
| 15 | Francisco Iribarne  | S     | 13 luglio 1998    | Almería          |
| 20 | Álvaro Gimeno       | O     | 27 settembre 1999 | NJIT             |
| 23 | Augusto Colito      | O     | 23 gennaio 1997   | Almería          |
| 24 | David López         | C     | 14 settembre 2000 | Manacor          |
| 27 | Ángel Trinidad      | P     | 27 marzo 1993     | Projekt Warszawa |

## Turchia
| N° | Nome                | Ruolo | Data di nascita   | Squadra        |
| -- | ------------------- | ----- | ----------------- | -------------- |
| -  | Nedim Özbey         | All   | 28 febbraio 1955  | Galatasaray    |
| 1  | Efe Mandıracı       | S     | 1º aprile 2002    | Arkas          |
| 5  | Burak Güngör        | S     | 28 luglio 1993    | Arkas          |
| 7  | Bedirhan Bülbül     | C     | 29 luglio 1999    | Ziraat Bankası |
| 9  | Mirza Lagumdžija    | S     | 18 maggio 2001    | Arkas          |
| 10 | Murat Yenipazar     | P     | 1º gennaio 1993   | Galatasaray    |
| 11 | Yiğit Gülmezoğlu    | S     | 28 dicembre 1995  | Arkas          |
| 12 | Adis Lagumdžija     | O     | 29 marzo 1999     | Milano         |
| 13 | Oğuzhan Karasu      | C     | 16 giugno 1995    | Halkbank       |
| 17 | Kaan Gürbüz         | O     | 16 agosto 2001    | Altekma        |
| 23 | Mustafa Cengiz      | C     | 29 maggio 1998    | Arkas          |
| 24 | Ahmet Tümer         | C     | 15 settembre 2001 | Cizre          |
| 30 | Caner Ergül         | L     | 31 marzo 1994     | Halkbank       |
| 53 | Arda Bostan         | P     | 13 gennaio 2002   | Bursa BB       |
| 55 | Beytullah Hatipoğlu | L     | 24 febbraio 1992  | İstanbul BB    |

## Ucraina
| N° | Nome                | Ruolo | Data di nascita   | Squadra            |
| -- | ------------------- | ----- | ----------------- | ------------------ |
| -  | Uģis Krastiņš       | All   | 16 maggio 1970    | Barkom-Kažany      |
| 3  | Dmytro Vijec'kyj    | O     | 19 febbraio 1998  | ASK                |
| 5  | Oleh Plotnyc'kyj    | S     | 5 giugno 1997     | Sir Safety Perugia |
| 6  | Maksym Drozd        | C     | 5 agosto 1991     | Barkom-Kažany      |
| 8  | Tymofij Polujan     | S     | 10 gennaio 1998   | Al-Ain             |
| 9  | Volodymyr Ostapenko | C     | 28 luglio 1998    | Epicentr-Podoljany |
| 10 | Jurij Semenjuk      | C     | 12 maggio 1994    | Barkom-Kažany      |
| 11 | Vladyslav Didenko   | P     | 29 settembre 1992 | Epicentr-Podoljany |
| 12 | Denys Fomin         | L     | 21 luglio 1986    | Epicentr-Podoljany |
| 13 | Vasyl' Tupčij       | O     | 13 gennaio 1992   | Arago de Sète      |
| 14 | Illja Koval'ov      | S     | 31 agosto 1996    | Barkom-Kažany      |
| 15 | Vitalij Ščytkov     | P     | 25 novembre 1991  | RTU Robežsardze    |
| 16 | Oleksij Holoven'    | P     | 12 gennaio 1999   | Barkom-Kažany      |
| 18 | Jan Jereščenko      | S     | 6 aprile 1990     | Enisej             |
| 19 | Dmytro Kanajev      | L     | 3 ottobre 1997    | Vinnycja           |